# 존 디콘
존 리처드 디콘(영어: John Richard Deacon, 1951년 8월 19일 ~ )은 영국의 음악가로, 록 밴드 퀸의 베이시스트로 활동했다.
존 디콘은 영국 중서부의 레스터 시에서 태어났다. 7세 때부터 기타를 배우기 시작하여 나중에 베이스로 전향했다. 현재 킹스 칼리지 런던의 일부인 첼시 칼리지(Chelsea College)에서 전자공학을 전공한 그는 2학년 때인 1971년 퀸의 멤버가 되었다
1974년에는 퀸의 3집 앨범 《Sheer Heart Attack》 수록곡 〈Misfire〉를 처음으로 작곡하였고, 후에는 〈I Want to Break Free〉, 〈Another One Bites the Dust〉, 〈Spread Your Wings〉, 〈My Life Has Been Saved〉 등을 작곡하게 된다.
1986년에는 프로젝트 밴드 '디 이모털스(The Immortals)'와 함께 싱글 〈No Turning Back〉을 작업, 발매하기도 하였다. 이 곡은 영화 《비글스(Biggles: Adventures in Time)》에 수록되었다.
그가 즐겨쓰던 베이스는 펜더 프레시전 베이스(Fender Precision Bass)라고 하며, 그는 손가락 주법과 피크 주법을 모두 사용한 베이시스트의 대표적 유형으로 꼽힌다. 퀸의 다른 멤버들과는 달리 노래를 부르지 않았으며, 무대 위에서도 상당히 조용한 인물로 평가됐다.
1997년에 발매한 컴필레이션 앨범 《Queen Rocks》를 마지막으로 은퇴하였다.

## 같이 보기
- 박스 세트 《The Platinum Collection》 부클릿